# Laiblach und Oberreitnauer Ach
Laiblach und Oberreitnauer Ach este o arie protejată (arie specială de conservare — SAC, sit de importanță comunitară — SCI) din Germania întinsă pe o suprafață de 115,19 ha, integral pe uscat.

## Localizare
Centrul sitului Laiblach und Oberreitnauer Ach este situat la coordonatele 47°35′23″N 9°46′22″E / 47.5897°N 9.7728°E.

## Înființare
Situl Laiblach und Oberreitnauer Ach a fost declarat sit de importanță comunitară în noiembrie 2004 pentru a proteja 2 specii de plante și 1 specie de animale. Situl a fost protejat și ca arie specială de conservare în aprilie 2016.

## Biodiversitate
Situată în ecoregiunea continentală, aria protejată conține 6 habitate naturale: Pajiști cu Molinia pe soluri calcaroase, turboase sau argilos-nămoloase (Molinion caeruleae), Liziere de ierburi înalte hidrofile de câmpie și de nivel montan până la alpin, Mlaștini alcaline, Păduri de fag Asperulo-Fagetum, Păduri pe pante, grohotișuri și ravene de Tilio-Acerion, Păduri aluvionare cu Alnus glutinosa și Fraxinus excelsior (Alno-Padion, Alnion incanae, Salicion albae).
La baza desemnării sitului se află mai multe specii protejate:
- plante (2): papucul doamnei (Cypripedium calceolus), moșișoare (Liparis loeselii)
- pești (1): clean dungat (Telestes souffia)